# Илинденци
Илинденци (болг. Илинденци) — село в Благоевградской области Болгарии. Входит в состав общины Струмяни. Находится примерно в 3 км к северо-востоку от центра села Струмяни и примерно в 43 км к югу от центра города Благоевград. По данным переписи населения 2011 года, в селе проживало 898 человек. До 1951 года село называлось Белица.

## Население
| Год     | 1934 | 1946 | 1956 | 1965 | 1975 | 1985 | 1992 | 2001 | 2011 |
| ------- | ---- | ---- | ---- | ---- | ---- | ---- | ---- | ---- | ---- |
| Жителей | 1233 | 1624 | 1912 | 1719 | 1539 | 1247 | 1174 | 1018 | 898  |

| Национальность | Человек | Процент |
| -------------- | ------- | ------- |
| болгары        | 667     | 93,81 % |
| цыгане         | 20      | 2,81 %  |
| Всего ответов  | 711     |         |

|  |